# 9620 Ерікайдл
9620 Ерікайдл (9620 Ericidle) — астероїд головного поясу, відкритий 17 березня 1993 року.
Тіссеранів параметр щодо Юпітера — 3,608.